# Wijken en buurten in Bergen (Limburg)
De Nederlandse gemeente Bergen is voor statistische doeleinden onderverdeeld in wijken en buurten. De gemeente is verdeeld in de volgende statistische wijken:
- Wijk 00 Siebengewald (CBS-wijkcode:089300)
- Wijk 01 Afferden (CBS-wijkcode:089301)
- Wijk 02 Bergen (CBS-wijkcode:089302)
- Wijk 03 Well (CBS-wijkcode:089303)
- Wijk 04 Wellerlooi (CBS-wijkcode:089304)

Een statistische wijk kan bestaan uit meerdere buurten. Onderstaande tabel geeft de buurtindeling met kentallen volgens het Centraal Bureau voor de Statistiek (2008):
| CBS-buurtcode | Buurtnaam                                  | Inwonertal | Opp. totaal (ha) | Opp. land (ha) | Ligging                |
| ------------- | ------------------------------------------ | ---------- | ---------------- | -------------- | ---------------------- |
| BU08930000    | Siebengewald                               | 1610       | 211              | 211            | Locatie in de gemeente |
| BU08930003    | Groote Horst-Kleine Horst                  | 380        | 626              | 624            | Locatie in de gemeente |
| BU08930008    | Verspreide huizen Vrij-Op de Belt          | 210        | 660              | 660            | Locatie in de gemeente |
| BU08930100    | Afferden                                   | 1730       | 139              | 131            | Locatie in de gemeente |
| BU08930101    | Heukelom-Gening-Berkenkamp                 | 200        | 418              | 399            | Locatie in de gemeente |
| BU08930102    | Rimpeld-Bleijenbeek                        | 90         | 236              | 235            | Locatie in de gemeente |
| BU08930108    | Verspreide huizen ten noorden van Afferden | 200        | 1077             | 1065           | Locatie in de gemeente |
| BU08930200    | Bergen                                     | 370        | 194              | 181            | Locatie in de gemeente |
| BU08930201    | Aijen                                      | 280        | 381              | 364            | Locatie in de gemeente |
| BU08930202    | Rijksweg, Bergsche Heide en Op de Paal     | 240        | 189              | 189            | Locatie in de gemeente |
| BU08930203    | Nieuw-Bergen                               | 4350       | 249              | 249            | Locatie in de gemeente |
| BU08930209    | Verspreide huizen Ceres-Lackbar            | 130        | 1440             | 1427           | Locatie in de gemeente |
| BU08930300    | Papenbeek                                  | 1590       | 90               | 90             | Locatie in de gemeente |
| BU08930301    | Well waaronder Elsteren                    | 400        | 153              | 134            | Locatie in de gemeente |
| BU08930308    | Verspreide huizen Knikkerdorp-Wellsmeer    | 170        | 884              | 878            | Locatie in de gemeente |
| BU08930309    | Verspreide huizen Leuken-Kamp-Bosserheide  | 300        | 1425             | 1180           | Locatie in de gemeente |
| BU08930400    | Wellerlooi                                 | 900        | 376              | 352            | Locatie in de gemeente |
| BU08930408    | Verspreide huizen Wellerlooi Tuindorp      | 250        | 1254             | 1225           | Locatie in de gemeente |
| BU08930409    | Verspreide huizen De Hamert                | 80         | 940              | 900            | Locatie in de gemeente |